# .한국
.한국 является вторым национальным доменом верхнего уровня для Республики Кореи.

## История
В июле 2009 года в соответствии со статьей 52-1 Закона об использовании сети и защите данных в целях «эффективной поддержки укрепления сети связи» была сформирована Корейское агентство по Интернету и безопасности. При её создании в круг ведения организации были включены различные учреждения, в том числе Национальное агентство по развитию Интернета Кореи, которое в то время отвечало за домен верхнего уровня .kr.
В мае 2010 года в рамках процесса «Fast Track IDN» была подана заявка на занесение ДВУ «.한국» в качестве представителя Республики Корея. Эта просьба была поддержана Корейской комиссией по коммуникациям и подкреплена результатами процесса консультаций, проведенных с различными группами интернет-сообщества.
В ходе обзора, проведенного 16 июня 2010 года Группой быстрого отслеживания DNS IDN, было установлено, что «ДВУ, относящиеся к заявкам от Республики Кореи не представляют никакой угрозы стабильности или безопасности DNS… и представляют собой приемлемый низкий риск путаницы для пользователей». Впоследствии просьба о том, чтобы этот ДВУ представлял Республику Корея, была удовлетворена.
В августе 2010 года в течение 5 дней KISA проводила онлайн опрос пользователей своего веб-сайта, задавая вопрос: "Поддерживаете ли Вы KISA в качестве реестра для домена .한국? По сообщению KISA, из 581 респондента 95 % ответили на этот вопрос «Да». Далее сообщается, что было опрошено 32 регистратора и 5 «экспертов по DNS», и все согласились с тем, что это должен быть реестр.
30 сентября 2010 г. Корейское агентство Интернета и безопасности обратилось в ICANN с запросом о делегировании «.한국» в качестве домена верхнего уровня.